# Наша деревня (Орёл)
«Наша деревня» — еженедельная газета, выходившая в городе Орёл в 1925—1926 годах. Орган Орловского губернского комитета РКП (б) и губернского исполнительного комитета.
Основана «Орловской правдой» и издавалась на средства редакции. Тираж составлял 3,6 тысяч экземпляров в апреле 1926 года, 3,4 тысяч экземпляров в июне 1926 года; 2,7 тысяч экземпляров в июле 1926, 2 140 экз. в августе 1926 года.
Первый номер вышел 15 февраля 1925 года, закрыта в ноябре 1926 года.
Тематика: «Советы агрономов», «Крестьянские письма», разнообразные материалы из уездов и волостей, карикатуры.